# Kulturno-povijesna cjelina Luči Breg
Kulturno-povijesna cjelina Luči Breg , skup zgrada u mjestu Podgorje Bistričko, u Općini Marija Bistrica, zaštićeno kulturno dobro.

## Opis dobra
Seosko naselje Luči Breg, zaselakPodgorja Bistričkoga, smješteno je pod sjevernim padinama Medvednice, u blizini Marije Bistrice. Odlikuje se oačuvanom tradicijskom stambenom i gospodarskom arhitekturom. Naselje ima dugu povijest koja se može pratiti od prvoga popisa župa Zagrebačke biskupije, 1334. g., kada se i na ovom području spominje župa. U zaseoku su očuvane drvene prizemnice s ukopanim, kamenom zidanim podrumom, tzv. «pelnicom», iz druge polovine 19. st. Unutar neograđenih okućnica nalaze se prateće drvene gospodarske zgrade, tako da je slika naselja zadržala tradicijski izgled, koji se očituje u etnološkim obilježjima, načinu života stanovnika i njihovim rodbinskim vezama.

## Zaštita
Pod oznakom Z-3036 zavedena je kao nepokretno kulturno dobro - pojedinačno, pravnog statusa zaštićena kulturnog dobra, klasificirano kao "kulturno-povijesna cjelina".